# Élections fédérales australiennes de 1943
Des élections législatives et sénatoriales fédérales se tiennent le 21 août 1943 en Australie afin de renouveler les 74 sièges de la Chambre des représentants et 19 des 36 sièges du Sénat.
Le Parti travailliste dirigé par le Premier ministre australien sortant John Curtin bat le parti d'opposition Country Party dirigé par Arthur Fadden avec son partenaire de la coalition, le Parti United Australia (UAP) dirigé par Billy Hughes. Fadden avait été Premier ministre pendant six semaines en 1941 en tant que leader de la coalition, des députés indépendants ayant retiré leur soutien à Curtin en donnant une majorité à la coalition à la Chambre basse, qui avait ainsi pris le gouvernement.
L'élection reste la plus grande victoire fédérale du parti travailliste en pourcentage de voix.

## Résultats

### Chambre des représentants
|  | Parti                        | Votes     | %     | Swing  | Sièges | Changement |                        |
|  | ---------------------------- | --------- | ----- | ------ | ------ | ---------- | ---------------------- |
|  | Travaillistes                | 2 058 578 | 49,94 | +9,78  | 49     | +17        | (1élu sans adversaire) |
|  | United Australia Party       | 661 750   | 16,05 | -14,17 | 12     | -11        |                        |
|  | Country                      | 287 000   | 6,96  | -6,74  | 7      | -7         |                        |
|  | Country-National (QLD)       | 166 419   | 4,04  | *      | 3      | +3         |                        |
|  | Liberal Country (VIC)        | 145 665   | 3,53  | *      | 1      | +1         |                        |
|  | One Parliament for Australia | 87 112    | 2,11  | *      | 0      | 0          |                        |
|  | Country Party (QLD)          | 61 196    | 1,48  | *      | 1      | +1         |                        |
|  | State Labor Party            | 29 752    | 0,72  | −1,89  | 0      | 0          |                        |
|  | Indépendants                 | 501 054   | 12,15 | +4,08  | 1      | 0          |                        |
|  | Autres                       | 123 965   | 3,01  |        | 0      | −4         |                        |
|  | Total                        | 4 122 491 |       |        | 74     |            |                        |
|  | Travaillistes                | VIC       | 58,20 | +7,90  | 49     | +17        |                        |
|  | Coalition Country/UAP        |           | 41,80 | -7,90  | 19     | -17        |                        |

Indépendant: Arthur Coles (Henty, Victoria)

### Sénat
|  | Parti                                 | Voix      | %     | Swing  | Sièges obtenus | Sièges totaux |
|  | ------------------------------------- | --------- | ----- | ------ | -------------- | ------------- |
|  | Travaillistes                         | 2 139 164 | 55,09 | +17,57 | 19             | 22            |
|  | Coalition Country/UAP                 | 995 910   | 25,65 | -18,05 | 0              |               |
|  | Country-National (Queensland)         | 184 181   | 4,74  | *      | 0              | 0             |
|  | Liberal & Country League (SA)         | 148 419   | 3,82  | *      | 0              | 0             |
|  | Nationalist Country (Australie-Occle) | 101 738   | 2,62  | *      | 0              | 0             |
|  | Christian New Order (NSW)             | 101 247   | 2,61  | *      | 0              | 0             |
|  | Country Party                         | 37 350    | 0,96  | *      | 0              | 2             |
|  | United Australia Party                | *         | *     | -6,71  | 0              | 12            |
|  | Autres                                | 175 161   | 4,51  |        | 0              | 0             |
|  | Total                                 | 3 883 170 |       |        | 19             | 36            |